# Villastellone
Villastellone és un comune (municipi) de la ciutat metropolitana de Torí, a la regió italiana del Piemont, situat a uns 15 quilòmetres al sud de Torí. A 1 de gener de 2019 la seva població era de 4.659 habitants.
Villastellone limita amb els següents municipis: Moncalieri, Cambiano, Santena, Poirino, Carignano i Carmagnola.